# Marina Tomašević
Marina Tomašević (Kumanovo, 1960.) hrvatska je pjevačica i slikarica. 
Nakon rođenja u Kumanovu u Sjevernoj Makedoniji, gdje joj je tada otac bio zaposlen, s četiri godine seli u Zadar. Stric joj je pjevač Mladen Grdović.
Glazbenu karijeru započinje nastupima u bendu „Tintina”, koji je djelovao kao prateći sastav Tomislava Ivčića. Godine 1989., na Ivčićev poziv, seli u Zagreb gdje započinje profesionalnu diskografsku karijeru. Prekretnicu u karijeri označava pjesma „Ne plači, majko”, napisana u spomen njezinoj prerano preminuloj majci.
Nakon Ivčićeve smrti, ostvaruje suradnju s Rajkom Dujmićem, što rezultira albumom „Nedjelja popodne” 1994. Godine 2000. objavljuje album „Ja sam tvoja žena” u suradnji s Markom Tomasovićem. Nastupila je godinu ranije na Dori s istoimenom pjesmom. Pjesma „Moj život si bio” s tog albuma osvaja prvo mjesto na svjetskom Internet festivalu 2002. godine, u konkurenciji izvođača iz 72 zemlje. Bavila se promocijom mladih pjevača poput Vande Winter.
Marina Tomašević nastupila je na humanitarnim koncertima tijekom Domovinskog rata, posebice u sklopu projekta „Stop the war in Croatia”. Nastupala je diljem Hrvatske, uključujući prve crte bojišnice, te u dijaspori - SAD-u, Kanadi, Australiji, Novom Zelandu i u europskim zemljama.
Godine 2004. godine izdaje kompilacijske albume „Za dušu” i „100 minuta fešte”. Njezin opus obuhvaća i suradnje s klapama, posebice klapom Maslina, te duete s glazbenicima poput Vinka Coce.
Osim glazbenom karijerom, Tomašević se uspješno bavi i likovnom umjetnošću. Specijalizirala se za tehniku vinorel - slikanje vinom. Hrvatsko društvo likovnih umjetnika priznalo joj je status slikarice, a posebno se ističe u izradi portreta.
Nastupila je u reality showu „Farma 7 - More i maslina” 2020. godine.
U privatnom životu, Tomašević je postala majka s nepunih 18 godina. Nakon razvoda, samostalno je odgajala kćer Paulu uz pomoć roditelja. Nakon 27 godina života u Zagrebu, vratila se u rodni Zadar.

## Albumi
- „Šarmer i skitnica”, 1992.
- „Nedjelja popodne”, 1994.
- „Ja sam tvoja žena”, 2000.
- „Za dušu”, 2004.
- „100 minuta fešte”, 2004.
- „The Best Of Collection”, 2019.